# Lethata leucothea
Lethata leucothea es una especie de polilla del género Lethata, orden Lepidoptera.
Fue descrita científicamente por Busck en 1914.

## Descripción
Su envergadura es de 20 mm.

## Distribución
Se encuentra en Panamá.